# Introducing
Introducing es el primer EP de la cantante sueca de música pop Zara Larsson. El EP fue lanzado primeramente el 22 de febrero de 2014 por Ten Music Group y Universal. Introducing presentó el único sencillo del EP, titulado «Uncover» lanzado el 22 de febrero del mismo año. «Uncover» pasó a ser un éxito masivo, incluso encabezó las listas en Suecia y Noruega, y a la vez recibió seis certificaciones de disco de platino en Suecia y una en Noruega.

## Recepción

### Posiciones
Aunque el EP en sí no figuraba en ninguna de las listas, sus canciones si lo hicieron. Además del enorme éxito del único sencillo del EP, «Uncover», otras canciones en el EP, incluyendo «Under My Shades», «When Worlds Collide», y «It's A Wrap», alcanzaron el puesto número 45, número 26 y número 43, respectivamente.

## Lista de canciones
| N.º   | Título                | Escritor(es)                                                | Productor(es)           | Duración |  |
| 1.    | «Under My Shades»     | Marcus Sepermanesh · Tommy Tysper                           |                         | 3:29     |  |
| 2.    | «When Worlds Collide» | Elof Loelv · Marcus Sepermanesh                             |                         | 3:34     |  |
| 3.    | «In Love With Myself» | Fredrik Berger · Loelv · Alx Reuterskiöld · Hannah Robinson |                         | 2:46     |  |
| 4.    | «Uncover»             | Robert Habolin · Gavin Jones · Marcus Sepermanesh           | Habolin · Erik Arvinder | 3:34     |  |
| 5.    | «It's A Wrap»         | Tom Liljegren · Sepermanesh · Tysper                        |                         | 3:22     |  |
| 16:46 |                       |                                                             |                         |          |  |

## Certificaciones
| País   | Organismo certificador | Certificación | Ventas certificadas | Simbolización | Ref.  |
| ------ | ---------------------- | ------------- | ------------------- | ------------- | ----- |
| Suecia | GLF                    | 3x Platino    | 120 000             | ▲             | [ 4 ] |